# یان هالوارسون
یان هالوارسون (انگلیسی: Jan Halvarsson; ۲۶ دسامبر ۱۹۴۲ – ۵ مهٔ ۲۰۲۰) ورزشکار اسکی صحرانوردی اهل سوئد بود.
وی در مسابقات کشوری و بین‌المللی در مجموع برندهٔ ۱ مدال نقره، ۱ مدال برنز شده‌است.